# Віктор Чорбя
Віктор Чорбя (рум. Victor Ciorbea; нар. 26 жовтня 1954, Понор, жудець Алба) — румунський політик, прем'єр-міністр Румунії з 12 грудня 1996 по 30 березня 1998.

## Біографія
Закінчив юридичний факультет Клузький університет імені Бабеша-Бойяї в Клуж-Напока. Після закінчення університету працював у бухарестському міському суді й читав лекції з права в Бухарестському університеті. Пізніше здобув там науковий ступінь з права і стажувався в Західному резервному університеті Кейза в США. На початку 1990-х очолював дві федерації незалежних профспілок, був членом аграрної Християнсько-демократичної націонал-церенистської партії. У 1996 році близько півроку був мером Бухареста, а в грудні став прем'єр-міністром Румунії. У 1997 році подав заявку на долучення до НАТО. Тоді ж він почав проведення програми серйозного скорочення витрат і прискорення приватизації з метою поліпшення економічного становища. Прем'єрство Чорбя характеризувалося складною економічною ситуацією і падінням рівня життя, що призвело до непопулярності прем'єра. В результаті навесні 1998 року президент Еміль Константінеску відправив Чорбя у відставку.
У 2004 році пішов з великої політики; займається адвокатською практикою.

## Джерело
- Victor Ciorbea